# ایتریم هیدروکسید
ایتریم هیدروکسید یک ترکیب معدنی و قلیایی با فرمول شیمیایی Y (OH) 3  است.

## تولید
ایتریم (III) هیدروکسید را می‌توان با واکنش ایتریم (III) نیترات و سدیم هیدروکسید در محلول آبی تولید کرد:
Y (NO 3) 3 + 3 NaOH → Y (OH) 3 ↓ + 3 NaNO 3
در این واکنش ایتریم (III) هیدروکسید به شکل یک رسوب ژلاتینی سفید تولید می‌شود که می‌تواند به صورت پودر سفید خشک شود.

## خواص شیمیایی
ایتریم (III) هیدروکسید یک ماده قلیایی است، بنابراین می‌تواند با اسید واکنش دهد:
Y (OH) 3 + 3 HNO 3 → Y (NO 3) 3 + 3 H 2 O
2 Y (OH) 3 + 3 H 2 SO 4 → Y 2 (SO 4) 3 + 3 H 2 O
این ماده دی‌اکسید کربن موجود در اتمسفر را جذب می‌کند.
این ماده با گرم شدن تجزیه می‌شود:
2 Y (OH) 3 → Y 2 O 3 + 3 H 2 O